# Rob Gonsalves
Rob Gonsalves (Toronto, 25 giugno 1959 – 14 giugno 2017) è stato un pittore canadese.

## Biografia
Appassionato della pittura sin da bambino, Gonsalves sviluppò questo interesse sotto l'influenza di precedenti pittori come Escher e Magritte, diventando un esponente del realismo magico e del surrealismo. Morì suicida il 14 giugno 2017, all'età di 57 anni.

## Stile
Sebbene il lavoro di Gonsalves sia spesso classificato come surrealista, si differenzia perché le immagini sono deliberatamente pianificate e derivano da un pensiero cosciente. Le idee sono in gran parte generate dal mondo esterno e coinvolgono attività umane riconoscibili, utilizzando dispositivi illusori attentamente pianificati. Per Gonsalves, che inietta un senso di magia in scene realistiche, il termine "realismo magico" descrive accuratamente il suo lavoro, che è un tentativo di rappresentare il desiderio degli esseri umani di credere nell'impossibile, di essere aperti alla possibilità.

## Influenza culturale
Nel 2018 la cantante Ariana Grande inserì una citazione del dipinto Water Dancing nel suo video musicale God Is a Woman.